# 도둑맞은 키스
도둑맞은 키스(Baisers volés)는 1968년 프랑수아 트뤼포 영화이다. 앙투안 두아넬이 나오는 5편의 영화 중 두 번째 영화이다.

## 줄거리
앙투안 두아넬은 군대에 지원했다가 적응하지 못하고 다시 사회로 돌아온다. 호텔 프론트 직원, 텔레비전 수리공등을 거쳐 사립탐정 사무실에서 일하게 된다.

## 출연

### 주연
- 장 피에르 레오
- 클로드 제이드

### 조연
- 델핀 세리그
- 안드레 팔콘
- 다니엘 세칼디
- 폴 파벨
- 프랑소와 다본
- 앨버트 시모노

## 스탭
- 시나리오 - 프랑수아 트뤼포, 클로드 드 지브래, 베르나르 르봉
- 제작 - 프랑수아 트뤼포, 마르셀 베르베르
- 음악 - 앙투안 뒤아멜
- 앙투안 두아넬 - 장피에르 레오

## 정보
- 샤를 트레네의 Que reste-t-il de nos amours가 테마로 쓰였다.